# Минаи, Марио
Марио Минаи (Минач) (венг. Mario Minai (Minach); 2 февраля 1911, Риека, Транслейтания — 17 января 1982, Варацце, Лигурия) — венгерский легкоатлет, выступавший в беге на короткие и средние дистанции. Участник летних Олимпийских игр 1936 года.

## Биография
Марио Минаи родился 2 февраля 1911 года в австро-венгерском городе Риека (сейчас в Хорватии).
Выступал в легкоатлетических соревнованиях за МАК из Будапешта.
В 1936 году вошёл в состав сборной Венгрии на летних Олимпийских играх в Берлине. В беге на 200 метров занял 5-е место в 1/8 финала. В эстафете 4х100 метров сборная Венгрии, за которую также выступали Дьюла Дьенеш, Йожеф Ковач и Йожеф Шир, заняла 3-е место в полуфинале, показав результат 42,0 секунды и уступив 1 десятую попавшей в финал со 2-го места команде Аргентины. Также был заявлен в эстафете 4х400 метров, но не вышел на старт.
Умер 17 января 1982 года в итальянском городе Варацце.